# Primorsko-Achtarsk
Primorsko-Achtarsk (ros. Приморско-Ахтарск) – miasto w Rosji, w Kraju Krasnodarskim, centrum administracyjne rejonu primorsko-achtarskiego.
Miasto położone jest na wybrzeżu Morza Azowskiego, 151 km na południowy zachód od Krasnodaru. Znajduje się tu port morski, lotnisko, stacja kolejowa Achtari. Kurort klimatyczny z wodami leczniczymi.
W 1774 turecka twierdza Achtar-Bachtar została zajęta przez wojska rosyjskie, w 1778 powstaje tu Reduta Achtarska. Od 1829 w związku z osadnictwem kozaków kubańskich powstaje osada, od 1900 stanica Primorosko-Achtarskaja, od 1949 miasto Primorsko-Achtarsk.